# Curtiss (Wisconsin)
Pour les articles homonymes, voir Curtiss.
Curtiss est un village du comté de Clark, dans l'État du Wisconsin, aux États-Unis. En 2020, il comptait une population de 292 habitants.